# آرتش (سويسرا)
آرتش (بالألمانية: Arch) هي بلدية ضمن مقاطعة سيلاند في كانتون برن بسويسرا. تبلغ مساحتها 6.4 كيلومتر مربع، ويقدر عدد سكانها بـ 1540 نسمة (حسب تعداد ديسمبر 2015).